# Silo de Toro
El silo de Toro es un antiguo silo de grano situado en el municipio español de Toro, en la provincia de Zamora (Castilla y León). Ubicado en el casco urbano, en la actualidad no cumple funciones agrarias.

## Historia
Su construcción respondió a una premeditada organización para el almacenamiento de cereal, dentro de la política implementada por el régimen franquista a través del Servicio Nacional del Trigo. Entró en servicio en 1955 y contaba con una capacidad de almacenamiento de unas 2.450 toneladas. Con posterioridad, la unidad pasaría a manos del Servicio Nacional de Cereales en 1969 y, dos años después, del Servicio Nacional de Productos Agrarios (SENPA). 